# Chiesa di Sant'Andrea Apostolo (Bagnaria Arsa)
La chiesa di Sant'Andrea Apostolo è la parrocchiale di Sevegliano, frazione-capoluogo del comune di Bagnaria Arsa, in provincia e arcidiocesi di Udine; fa parte della forania del Friuli Centrale.

## Storia
L'originaria cappella di Sevegliano fu sostituita nel Seicento da una nuova chiesa, accanto alla quale nel 1744 venne eretto il campanile.

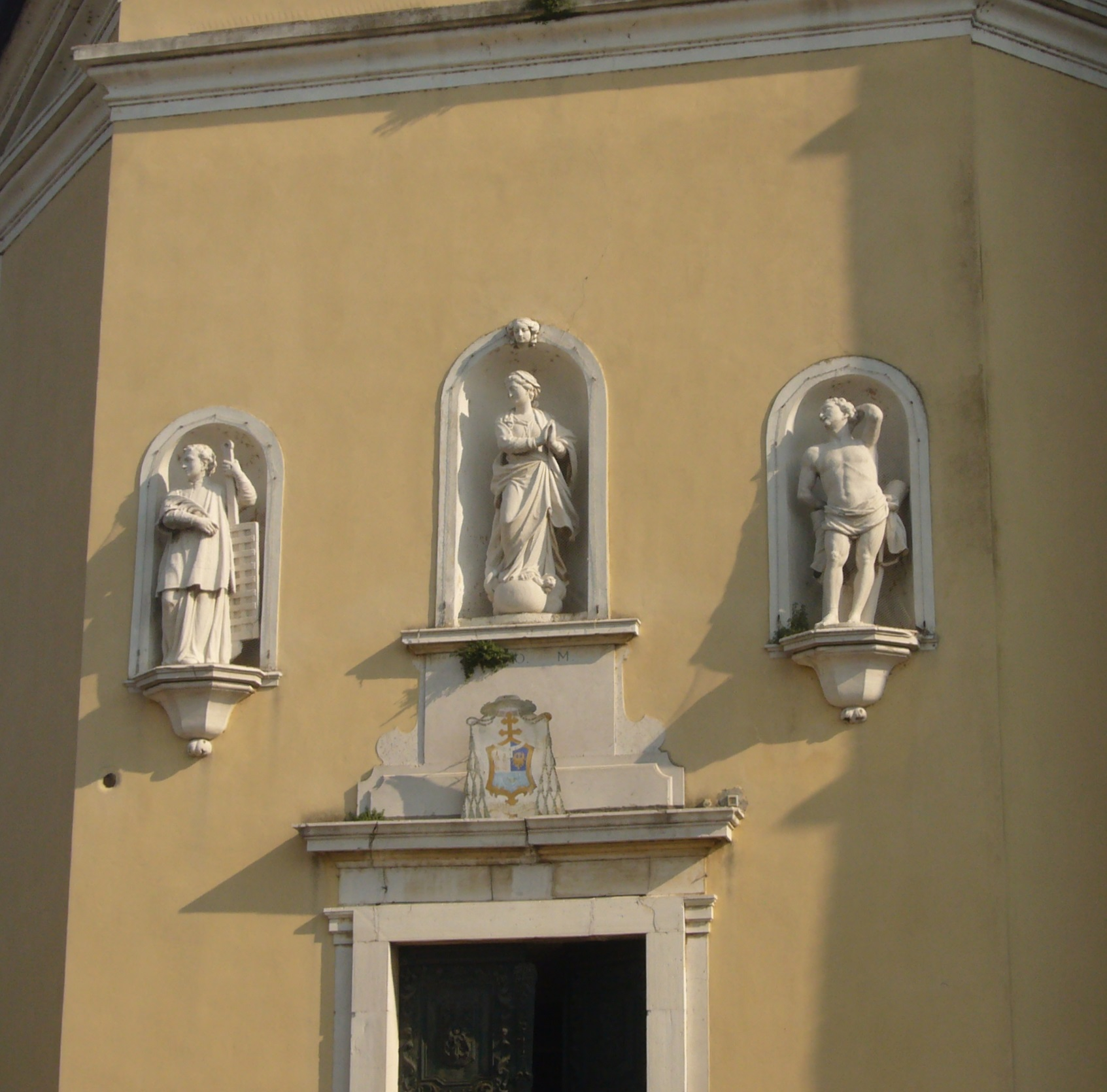
Particolare della facciata

All'inizio del XIX secolo, con l'aumento della popolazione del borgo dovuta al trasferimento a Sevegliano di molti abitanti del distrutto paese di Palmada, si sentì la necessità di una nuova parrocchiale più grande; così, nel 1836, per interessamento di don Carlo Antonio Nigris, iniziarono i lavori di realizzazione della costruenda chiesa.

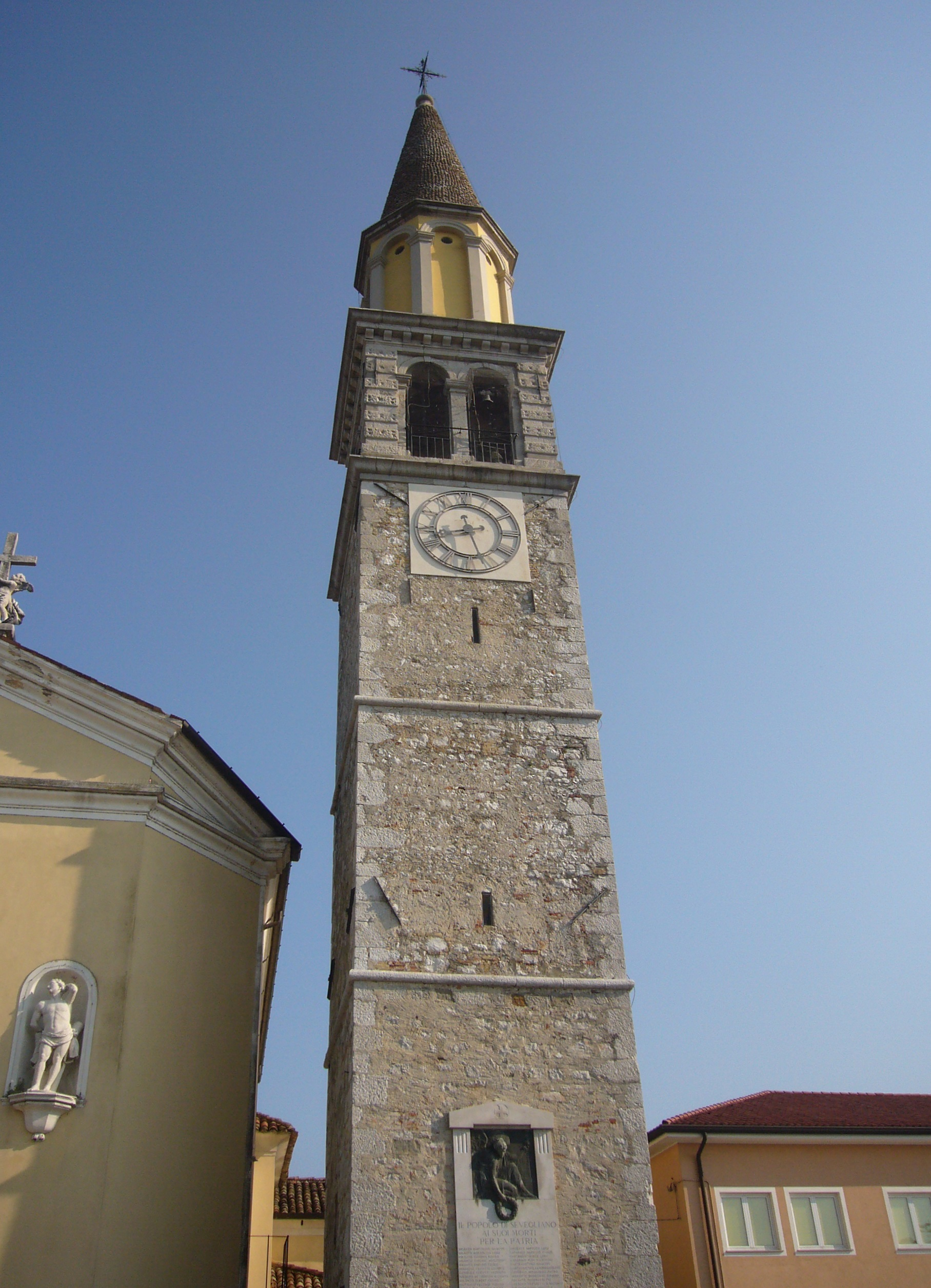
Il campanile

L'edificio, disegnato da Giuseppe Simometti, fu collaudato nel settembre del 1838 dall'ingegner Andrea Trento; la consacrazione venne impartita il 29 settembre 1895 dal vescovo titolare di Eudossiade e ausiliare di Udine Pietro Antonio Antivari.
La chiesa fu poi restaurata e consolidata negli anni ottanta del Novecento

## Descrizione

### Esterno
La facciata a capanna della chiesa, che volge a mezzogiorno e smussata agli angoli, presenta centralmente il portale d'ingresso sormontato dall'architrave aggettante e, sopra, tre nicchie ospitanti le statue dei santi Maria, Sebastiano e Lorenzo ed è coronata dal timpano triangolare modanato, al centro del quale s'apre uno sfiato di forma quadrata e sovrastato da un gruppo di angeli che sorreggono la croce.
Accanto alla parrocchiale si erge il campanile in pietra a base quadrata, suddiviso in più registri da cornice marcapiano; la cella presenta una bifora per lato ed è coronata dalla guglia sorretta dal tamburo.

### Interno
L'interno dell'edificio si compone di un'unica navata, sulla quale si affacciano le cappelle laterali e le cui pareti sono scandite da lesene sorreggenti il cornicione sopra il quale s'imposta la volta a botte unghionata; al termine dell'aula si sviluppa il presbiterio, introdotto dall'arco santo, rialzato di quattro gradini e chiuso dall'abside poligonale.
Qui sono conservate diverse opere di pregio, come il fonte battesimale, attribuito a Giovanni Antonio Pilacorte, e i dipinti raffiguranti il Martirio di Sant'Andrea, l'Ingresso festoso di Gesù a Gerusalemme e Gesù fanciullo tra i dottori nel tempio, eseguiti dai fratelli Lorenzoni.